# Løgumkloster Kommune
| Strukturdaten   | Strukturdaten       |
| --------------- | ------------------- |
| Fläche          | 200,21 km² (2005)   |
| Einwohner       | 6.846 (2005)        |
| Verwaltungssitz | Løgumkloster        |
| Website         | www.logumkloster.dk |

Løgumkloster Kommune (deutsch: Lügumkloster) war eine Kommune in Sønderjyllands Amt im südlichen Dänemark. Sie entstand 1970 durch die Zusammenlegung des Fleckens und Kirchspiels Løgumkloster mit den Gemeinden Bedsted (deutsch: Bedstedt), Højst (deutsch: Hoist) sowie Nørre Løgum (deutsch: Norderlügum). Am 1. Januar 2007 wurde die Kommune in die neue Tønder Kommune (deutsch: Tondern) eingegliedert.